# Rostislaw Wygranienko
Rostislaw Wygranienko, född 1978 i Simferopol, Ukraina, är en ukrainsk-polsk organist.

## Biografi
Wygranienko föddes 1978 i Simferopol, Ukraina. Han studerade 1998–2003 för professor Joachim Grubich vid Chopin University of Music i Warsawa. Wygranienko arbetar som organist vid Emmanuel Anglican Church i Warsawa.

## Utmärkelser
- 2002 – Första priset i Rumia, Polen.[1]
- 2003 – Första priset vid International Organ Competition i Saint-Maurice, Schweiz.[1]
- 2005 – Första priset vid International Feliks Nowowiejski organ competition i Poznań, Polen .[1]
- 2005 – Integrationspriset vid International Feliks Nowowiejski organ competition i Poznań, Polen .[1]

## Diskografi
- The Complete Warsaw Tablature[1]
- Adam z Wągrowca, Piotr Żelechowski, Petrus de Drusina - Complete Organ Works[1]
- Feliks Nowowiejski - Known and Unknown[1]
- 2006 – Stanisław Moryto - Meza legnicka[1]
- 2005 – Twenty Years of Organ Conversatorium in Legnica: 1986-2005[1]